# Fred Wah
Frederick James Wah OC (* 23. Januar 1939 in Swift Current, Saskatchewan, Kanada) ist ein kanadischer Dichter, Schriftsteller und ehemaliger Hochschullehrer.

## Leben
Fred Wah wurde in Swift Current, Saskatchewan, geboren, aber wuchs im Landesinnern (West Kootenay) von British Columbia auf. Sein in Kanada geborener Vater wuchs in China auf, als Sohn eines chinesischen Vaters und einer schottisch-irischen Mutter. Fred Wahs Mutter war hingegen eine in Schweden geborene Kanadierin, die im Alter von sechs Jahren ins Land kam. Seine ethnischen Vorprägungen prägen in gewisser Weise seine Schriften.
Wah studierte Literatur und Musik an der University of British Columbia. Während seines dortigen Studiums war einer der begründenden Herausgeber und Autoren des Untergrundmagazins TISH. Später graduierte er an der University of New Mexico in Albuquerque, der  University at Buffalo, The State University of New York (Bachelor of Arts - English Literature and Music – University of British Columbia / Master of Arts - Literature and Linguistics - University at Buffalo, The State University of New York). In der Folgezeit gab er Vorlesungen am Selkirk College, dem David Thompson University Centre, und der University of Calgary.
Wohlbekannt für seine Arbeit für Literaturzeitschriften und der kleineren Form arbeitete er als schreibender Herausgeber für Open Letter seit dessen Beginn, involviert in die Redaktion von West Coast Line, und mit Frank Davey gab er das erste Online-Literaturmagazin heraus: SwiftCurrent. Fred Wah gewann 1985 den Governor General's Award für sein Buch Waiting for Saskatchewan.
Nach 40 Jahren zog sich Wah aus der Lehre zurück und lebt nun mit seiner Frau Pauline Butling in Vancouver, British Columbia. Er schreibt weiterhin und tritt bei öffentlichen Lesungen seiner Gedichte auf. 2006/2007 war er der Writer-in-Residence an der Simon Fraser University, in Burnaby, British Columbia. Am 11. Dezember 2011 wählte ihn das Kanadische Parlament für den Zeitraum 2012/2013 zu Canada’s Parliamentary Poet Laureate. Fred Wah ist der fünfte Dichter, dem diese Ehre zuteilwurde.

## Werk
- Lardeau (1965)
- Mountain (1967)
- Among (1972)
- Tree (1972)
- Earth (1974)
- Pictograms from the Interior of B.C. (1975)
- Selected Poems: Loki is Buried at Smoky Creek (1980). Talonbooks: Vancouver, BC. ISBN 978-0-88922-177-2.
- Owners Manual (1981)
- Breathin' My Name With a Sigh (1981). Talonbooks: Vancouver, BC. ISBN 978-0-88922-188-8.
- Grasp The Sparrow's Tail (1982)
- Waiting for Saskatchewan (1985)
- The Swift Current Anthology (1986; edited with Frank Davey)
- Rooftops (1987)
- Music at the Heart of Thinking (1987)
- Limestone Lakes Utaniki (1989)
- So Far (1991)
- Alley Alley Home Free (1992)
- Diamond Grill. Edmonton: NeWest, 1996.
- "Faking It: Poetics and Hybridity" (2000). Critical Writing 1984–1999. Edmonton: NeWest.
- Isadora Blue (La Mano Izquierda Impressora, Victoria, 2005)
- Articulations (Nomados, Vancouver, 2007)
- Sentenced to Light (2008). Talonbooks: Vancouver, BC. ISBN 978-0-88922-577-0.
- is a door (2009). Talonbooks: Vancouver, BC. ISBN 978-0-88922-620-3.
- "The False Laws of Narrative: The Poetry of Fred Wah" (2009). Selected with an introduction by Louis Cabri. Wilfrid Laurier University Press: Waterloo, ONT. ISBN 978-1-55458-046-0.

## Auszeichnungen
- Waiting For Saskatchewan - 1985 (1985 Governor General's Award for poetry)
- So Far - 1991 (1982 Stephanson Award for Poetry)
- Diamond Grill - 1996 (Writers Guild of Alberta Howard O'Hagan Prize for Short Fiction)
- "Faking It" - 2001 (Gabrielle Roy Prize for Criticism Association for Canadian and Quebec Literatures)
- "Is A Door" 2010 (Dorothy Livesay Poetry Prize)